# Diptyque Marilyn
Diptyque Marilyn (en anglais : Marilyn Diptych) est une sérigraphie de l'artiste américain Andy Warhol, réalisée en 1962 .

## Description
| Image externe |                                               |
|               | Image du Marilyn Diptych (1962, Tate Gallery) |

Ce diptyque est une sérigraphie à l'acrylique sur toile. Il contient 50 images de l'actrice et mannequin américaine Marilyn Monroe, toutes basées sur la même photographie publicitaire pour le film Niagara (1953) prise par Gene Kornman.
L'œuvre se divise en deux panneaux contenant chacun 25 photographies de l'actrice. Les 25 représentations sur la gauche du diptyque sont très colorées, tandis que les 25 représentations sur la droite sont en noir et blanc, et floues. Les 25 de gauche représentent la vie de Marilyn (couleurs vives), alors que celles de droite représentent la fin de sa vie, en noir et blanc, jusqu'à complètement s'effacer : sa mort.

## Historique
Monroe meurt d'une overdose de somnifères le 5 août 1962. Warhol décide de peindre le Diptyque Marilyn quelques semaines après la mort de Monroe. Il trouvait en elle une fusion de deux thèmes constants : la mort et le culte de la célébrité. En recopiant la même image plusieurs fois, il évoque sa présence dans les médias.
L'œuvre était à l'origine en deux parties séparées. Il fut acheté à l'origine par les collectionneurs Burton et Emily Tremaine. Cependant, à cause de la taille du tableau, il a été peu accroché dans leur maison, et il fut souvent prêté à partir de 1970 au Wadsworth Atheneum à Hardford. De nos jours, le tableau est conservé à la Tate Modern à Londres.